# Giovanni da Asciano
Giovanni da Asciano (Asciano, XIV secolo – ...) è stato un pittore italiano.
Sulla vita e le opere di questo pittore molto è stato detto e discusso, senza tuttavia riuscire a chiarirne la storia, arrivando a metterne in dubbio l'effettiva esistenza. Secondo le fonti, è stato attivo a Siena e a Firenze nella seconda metà del XIV secolo e fu allievo di maestro Barna, anch'egli figura oscura di dubbia esistenza.

## Biografia
Giovanni di Guido risulta citato per la prima volta nell'Anonimo Magliabechiano (1533-1542), dove gli sono attribuite opere nell'ospedale di Santa Maria della Scala a Siena e in via Larga a Firenze, per poi essere ricordato nelle Vite del Vasari quale allievo e continuatore di maestro Barna per i cicli di affreschi della collegiata di Santa Maria Assunta a San Gimignano. Fu Ettore Romagnoli a identificare questo pittore con l'ascianese Giovanni di Guido di maestro Vanni di Carlo, citato nel volume delle Spedizioni e affari succeduti nel governo dei Signori XII dal 1355 al 1360 – perduto – dal quale risulta che fu inviato a murare il cassero di Montelaterone nel 1359. Tuttavia, in molti riconducono Giovanni ad un esponente della bottega dei Memmi, come Federico Memmi, altri lo identificano con Lippo Memmi stesso o con Bartolo di Fredi, altri ancora che non sia mai esistito e che le opere a lui attribuite siano invece da ricondurre ad artisti diversi.

## Opere
Tra le varie opere che sono state attribuite a Giovanni d'Asciano vi sono le Storie della Passione (1372) della chiesa di San Francesco ad Asciano, confluite nel Museo d'arte sacra; la predella con le Storie della Passione nella Pinacoteca nazionale di Siena; e l'affresco della Madonna del passeggio della chiesa di San Pietro a San Gimignano.